# Liepāja Internationale Lufthavn
Liepāja Internationale Lufthavn (IATA: LPX, ICAO: EVLA) er en regional lufthavn i det vestlige Letland med tilladelse til international lufttrafik. Lufthavnen er, udover Riga Internationale Lufthavn og Ventspils Lufthavn, én af tre bemærkelsesværdige lufthavne i Letland.
Liepāja Internationale Lufthavn ligger 2,70 sømil øst for Liepāja, 210 kilometer fra Letlands hovedstad Riga, og 60 kilometer fra Litauens grænse. Lufthavnens territorie dækker et areal på 2,20 kvadratkilometer og er integreret i Liepāja Særlige Økonomiske Zone. I september 2005 genoptoges sæsonflyvinger til Riga efter 14 års pause, og fra 2007 blev de til faste ruteflyvninger. Nye internationale ruter åbnedes også til København og Hamborg.